# The Unknown (Album)
The Unknown (englisch für „Das Unbekannte“) ist das Debütalbum der deutschen Singer-Songwriterin Madeline Juno.

## Entstehung und Artwork
Alle Stücke des Albums wurden gemeinsam von Madeline Juno und Dave Roth geschrieben, bei drei Titeln stand ihnen David Jost als Koautor zur Seite. Abgemischt, produziert und programmiert wurden alle Titel durch Patrick Benzer und Roth; bei dem Tiel Feel You stand ihnen Christian Fleps von Marquess während der Programmierung und als Koproduzent zur Seite. Die Abmischung erfolgte unter der Mithilfe des Assistenten Mathias Riediger. Roth war darüber hinaus als ausführender Produzent („Executive Producer“) tätig. Das Mastering erfolgte durch Eastside Mastering, unter der Leitung von Götz-Michael Rieth. Aufgenommen wurde das Album in acht verschiedenen Aufnahmestudios in Deutschland, dem Vereinigten Königreich und den Vereinigten Staaten. Die Aufnahmen erfolgten durch Joschka Bender (Gitarre und Schlagzeug), Benzer (Bass, Gitarre und Schlagzeug), Steve Cooper (Piano), Lars Ehrhardt (Gitarre), Manfred Faust (Schlagzeug), Steffen Graef (Gitarre), Juno (Gesang und Gitarre), Kristian Nord (Schlagzeug), Stefan Pintev (Streichinstrumente), Roth (Gesang, Gitarre, Piano und Schlagzeug) und Marc Schettler (Schlagzeug). The Unknown wurde unter den Musiklabels Island Records und Polydor veröffentlicht, durch David Jost Music Publishing, Emma’s Park Music und Sony ATV verlegt sowie durch Universal Music Publishing vertrieben.
Auf dem schwarz-weiß gehaltenen Cover des Albums ist – neben Künstlernamen und Albumtitel – Junos Gesicht, teilweise von ihren Haaren bedeckt, zu sehen. Das Coverbild wurde bereits im Juni 2013 von der aus Rotterdam stammenden Sängerin Nishe geschossen, dass Artwork entstammt von Angela Bolliger und Frank Steinhofer. Im Inneren der CD befindet sich ein 24-seitiges Begleitheft, dessen Illustrationen von Juno selbst stammen. Im Begleitheft sind die Titel nicht nummerisch aufgezählt, sondern als Kapitel in römischer Zahlenschrift.

## Veröffentlichung und Promotion
Die Erstveröffentlichung von The Unknown erfolgte am 7. März 2014 in Deutschland, Österreich und der Schweiz. Das Album besteht aus 16 Studioaufnahmen und erschien als CD und Download. Bereits drei Wochen zuvor konnte man das Album via iTunes vorbestellen. Jeder Vorbesteller bekam vorab die Lieder Error und Sympathy zum Download bereitgestellt.
Um das Album zu bewerben, folgten unter anderem Liveauftritte zur Hauptsendezeit mit dem Titel Error bei Tribute to Bambi und Verstehen Sie Spaß? sowie in den Fernsehshows SWR3 latenight, dem ARD-Morgenmagazin und in der NDR Talk Show. Den Auftritt in der NDR Talk Show erfolgte Juno am 11. Oktober 2013, hierbei handelte es sich um Junos ersten TV-Auftritt überhaupt. Von Februar bis März 2014 untermalte Like Lovers Do einen Werbespot von VOX, in dem die Show-Highlights für den Monat März präsentiert wurden. Somit war das Lied in diversen Werbeunterbrechungen auf VOX sowie weiteren Sendern der RTL Gruppe zu hören. Darüber hinaus wurden beide Titel zu Soundtracks. Error war Teil des Soundtracks zur deutschen Filmkomödie Fack ju Göhte und Like Lovers Do zum US-amerikanischen Katastrophenfilm Pompeii.
Eurovision Song Contest
Am 13. Dezember 2013 wurde bekannt, dass Juno mit den Liedern Error und Like Lovers Do beim deutschen Vorentscheid Unser Song für Dänemark für den Eurovision Song Contest 2014 antreten wolle. Bei der Veranstaltung am 13. März 2014 schied sie jedoch mit Like Lovers Do in der ersten Runde aus, womit sie sich Elaiza, MarieMarie, Santiano sowie Unheilig geschlagen geben musste. In einem Interview mit Funk, das 2021 im Rahmen der Musiksendung Musik gegen die Einsamkeit erfolgte, äußerte sich Juno zur Frage, wie es ihr nach dem Auftritt und dem Aus in der ersten Runde ergangen sei, dass es sie „verstört“ habe. Sie begründete das schlechte Abschneiden unter anderem mittels mangelhafter Bühnenerfahrung. Sie habe erst eine Single (Error) veröffentlicht gehabt und nicht genügend Auftritte absolviert. Es sei auch ihre Entscheidung gewesen, nicht mit dem bekannteren Error in der ersten Runde anzutreten, sondern mit Like Lovers Do, weil sie diesen mehr gefühlt habe, sie stolz auf das Lied gewesen sei und mehr das Gefühl gehabt habe, dass es mehr dem „Update“ entspreche, wo sie gerade sei. Sie gab während des Interviews auch an, dass sie sich nicht in Schutz nehmen wolle, aber zu der mangelnden Bühnenerfahrung wären noch Soundprobleme hinzugekommen. Sie sei „übelst“ mit der Situation überfordert gewesen und es sei einfach kein guter Auftritt gewesen. Sie habe danach „tagelang geheult“, weil sie auch großen Druck von Außen verspürte habe. Das Major-Label Universal Music habe hinter ihr gestanden, sie hätte dieses „überkrasse“ Produzententeam gehabt, die Band und die Menschen in ihrer Heimatstadt (Offenburg) hätten ein Public Viewing im Kino veranstaltet. Es sei schwer gewesen das alles zu verarbeiten. Sie habe es nur „absolut“ auf sich selbst projizieren können.

## Hintergrundinformation

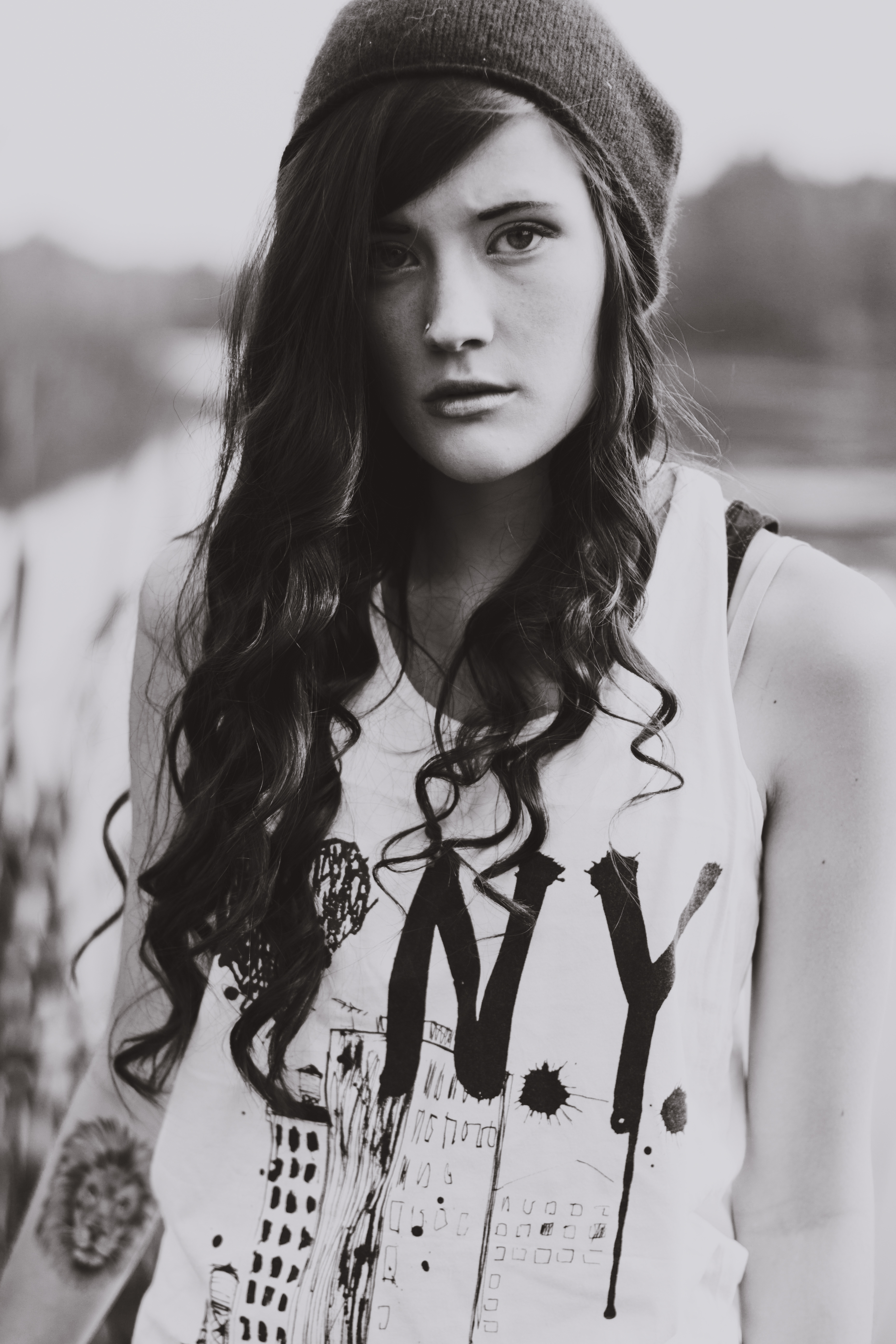
Pressefoto (2013).

An ihrem Debütalbum arbeitete Juno insgesamt vier Jahre lang. Angefangen hat sie mit den Arbeiten bereits 2009 im Alter von 14 Jahren. In den vier Jahren lud sie hin und wieder einige ihrer Aufnahmen bei YouTube hoch. Eines der ersten Lieder, dass Juno bereits im Alter von 14 Jahren schrieb, ist das Stück Melancholy Heartbeat. Da Juno zu dieser Zeit noch Schülerin war, nutzt sie die Schulferien für die Aufnahmen im Tonstudio.
Im Vorfeld des deutschen Vorentscheides zum Eurovision Song Contest 2014 gab Juno an, dass ihr Lieblingslied auf dem Album Like Lovers Do sei, es war das letzte Stück das im November 2013 für dieses Album entstand.

## Inhalt
Alle Liedtexte des Albums sind in englischer Sprache verfasst und stammen wie die dazugehörigen Kompositionen von Madeline Juno und Dave Roth, drei Lieder schrieben sie zusammen mit dem Koautoren David Jost. Musikalisch bewegen sich die Lieder im Bereich der Popmusik. Es handelt sich bei allen Stücken um Neukompositionen. Vor der Albumveröffentlichung veröffentlichte Juno vorab auf ihrem Tumblr-Profil die Tracklist zu The Unknown. Auf dieser befanden sich neben den später enthaltenen Titeln die Lieder All Across the Oceans und Stay, die es nicht auf das Album schafften. Während ihrer The Unknown Tour spielte sie jedoch beide Titel. Juno selbst beschreibt ihre Musik als „hoffnungsvolle, akustische und melancholische Musik“; zusammengefasst nennt sie ihre Musik „Heart-Core“. Neben dem Hauptgesang von Juno ist in manchen Liedern die Stimme von Roth im Hintergrund zu hören. Für die Instrumentalisierung wurden – neben den Hauptinstrumentalisten Bender, Benzer, Brand, Graef, Juno, Mucha, Sahm und Sieferle – externe Studiomusiker engagiert (siehe Mitwirkende).
| #  | Titel                | Autor(en)                            | Produzent(en)              | Länge |
| -- | -------------------- | ------------------------------------ | -------------------------- | ----- |
| 1  | The Unknown          | Madeline Juno, Dave Roth             | Patrick Benzner, Dave Roth | 3:05  |
| 2  | Like Lovers Do       | Madeline Juno, Dave Roth             | Patrick Benzner, Dave Roth | 3:12  |
| 3  | Six Cigarettes       | Madeline Juno, Dave Roth             | Patrick Benzner, Dave Roth | 3:39  |
| 4  | Day One              | Madeline Juno, Dave Roth             | Patrick Benzner, Dave Roth | 3:45  |
| 5  | Feel You             | David Jost, Madeline Juno, Dave Roth | Patrick Benzner, Dave Roth | 3:34  |
| 6  | Same Sky             | Madeline Juno, Dave Roth             | Patrick Benzner, Dave Roth | 3:00  |
| 7  | Error                | David Jost, Madeline Juno, Dave Roth | Patrick Benzner, Dave Roth | 3:57  |
| 8  | Vertigo              | Madeline Juno, Dave Roth             | Patrick Benzner, Dave Roth | 3:53  |
| 9  | Melancholy Heartbeat | Madeline Juno, Dave Roth             | Patrick Benzner, Dave Roth | 4:19  |
| 10 | Second Time Around   | Madeline Juno, Dave Roth             | Patrick Benzner, Dave Roth | 3:18  |
| 11 | Sympathy             | Madeline Juno, Dave Roth             | Patrick Benzner, Dave Roth | 4:54  |
| 12 | Always This Way      | Madeline Juno, Dave Roth             | Patrick Benzner, Dave Roth | 4:36  |
| 13 | Do It Again          | David Jost, Madeline Juno, Dave Roth | Patrick Benzner, Dave Roth | 3:23  |
| 14 | If This Was a Movie  | Madeline Juno, Dave Roth             | Patrick Benzner, Dave Roth | 4:10  |
| 15 | Ego You              | Madeline Juno, Dave Roth             | Patrick Benzner, Dave Roth | 3:57  |
| 16 | Another You          | Madeline Juno, Dave Roth             | Patrick Benzner, Dave Roth | 3:50  |

## Singleauskopplungen
| Jahr | Titel          | Höchstplatzierung, Gesamtwochen, AuszeichnungChartsChartplatzierungen (Jahr, Titel, , Platzierungen, Wochen, Auszeichnungen, Anmerkungen, Frontcover) | Anmerkungen                            | Frontcover |
| Jahr | Titel          | DE | Anmerkungen                            | Frontcover |
| ---- | -------------- | --- | -------------------------------------- | ---------- |
| 2013 | Error          | DE50 (6 Wo.)DE | Erstveröffentlichung: 1. November 2013 |            |
| 2014 | Like Lovers Do | DE96 (2 Wo.)DE | Erstveröffentlichung: 28. Februar 2014 |            |

Bereits fünf Monate vor der Veröffentlichung von The Unknown wurde vorab die Single Error am 1. November 2013 ausgekoppelt. Das Stück wurde zum Soundtracks der deutschen Filmkomödie Fack ju Göhte und konnte sich sechs Wochen in den deutschen Singlecharts platzieren (Höchstplatzierung: Position 50). Eine Woche vor der Veröffentlichung des Albums wurde ebenfalls vorab die zweite Single Like Lovers Do am 28. Februar 2014 veröffentlicht. Das Lied war Teil des Soundtracks zum US-amerikanischen Katastrophenfilm Pompeii und erreichte in zwei Chartwochen mit Position 96 seine höchste Chartnotierung in den deutschen Singlecharts.
Neben den regulären Singleveröffentlichungen lud Juno im Vorfeld auch einige Lieder in Akustikversionen auf YouTube hoch. Im Juni 2013 veröffentlichte sie dort ein Video zu The Unknown sowie zu Second Time Around und Same Sky im August 2013. Darüber hinaus veröffentlichte sie zwischen März und September 2014 acht weitere Videoauskopplungen. Hierbei erschienen Musikvideos zu The Unknown, Same Sky, Day One, Always This Way, If This Was a Movie, Sympathy, Another You und Do It Again. Regie bei allen Musikvideos führte Carina Steinmetz.

## Tourneen
Um sich und ihr Debütalbum zu präsentieren, ging Juno gemeinsam mit ihrer Liveband auf drei Tourneen binnen eines Jahres. Zunächst spielte Juno ein Konzert im Vorprogramm der britischen Singer-Songwriterin Ellie Goulding am 4. Februar 2014 in Hamburg (Große Freiheit 36). Am 22. März folgte ein Einzelauftritt im Rahmen von hr3@night am 22. März 2014 in Frankfurt am Main (HR Funkhaus). Nach den zwei Konzerten begleitete Juno den deutschen Popsänger Adel Tawil und spielte neben dem deutschen Singer-Songwriter Benne im Vorprogramm seiner Lieder Tour. Dabei spielte Juno 14 Konzerte innerhalb Deutschlands vom 27. März bis zum 13. April 2014. Im Anschluss an die Tour spielte Juno mit ihrer Band ein Einzelkonzert in Zürich am 17. April 2014. Es handelte sich hierbei um das erste Konzert von Juno außerhalb Deutschlands. Am 7. Juni 2014 trat Juno im Rahmen von KulturPur in der Ginsberger Heide in Hilchenbach-Grund auf. Im September desselben Jahres folgte mit der The Unknown Tour die erste eigenständige Konzertreihe Junos. Die Tour führte sie mit ihrer Band durch neun deutsche Städte. Als Vorgruppe konnte man das deutsche Elektropop-Duo Scene Writers (auch als ColdWaterEffect bekannt) gewinnen. Am Ende des Jahres war Juno schließlich Teil der Konzertreihe Night of the Proms Tour 2014, einem Projekt bei dem klassische Musik und Popmusik zusammentreffen. Weitere Teilnehmer der Konzertreihe waren: Katie Melua, John Miles, Marlon Roudette, Ksenija Sidorova und Zucchero. Im Rahmen dieser Veranstaltung spielte Juno 17 Shows in Deutschland und eine in Luxemburg. Bei dem Konzert in Luxemburg handelte es sich um Junos zweites Konzert außerhalb Deutschlands. Am 17. April 2014 spielte sie ein Konzert im Züricher Escherwyss Club in der Schweiz. Alles in allem spielte Juno im Kalenderjahr 2014 über 40 Konzerte in drei Ländern.

## Mitwirkende
Albumproduktion
- Dana Anka: Viola (Lieder: 8–9, 12, 16), Violine (Lieder: 8–9, 12, 16)
- Joschka Bender: Gitarre (Lieder: 1–16), Hawaiigitarre (Lied: 3), Tonmeister (Gitarre und Schlagzeug) (Lieder: 2–3, 10–11, 15)
- Patrick Benzer: Abmischung (Lieder: 1–16), Bass (Lieder: 1–16), Gitarre (Lieder: 2–3, 7, 9, 12, 14), Musikproduzent (Lieder: 1–16), Programmierung (Lieder: 2, 5–6, 11, 13), Tonmeister (Bass, Gitarre und Schlagzeug) (Lieder: 1–16)
- Lars Brand: Schlagzeug (Lieder: 1–16)
- Steve Cooper: Tonmeister (Piano) (Lieder: 1–16)
- Lars Ehrhardt: Gitarre (Lieder: 1–11, 13–15), Mandoline (Lied: 9), Tonmeister (Gitarre) (Lieder: 1–2, 4–11, 13–15)
- Manfred Faust: Tonmeister (Schlagzeug) (Lieder: 3–5)
- Christian Fleps: Koproduzent (Lied: 5), Keyboard (Lied: 5), Programmierung (Lied: 5)
- Steffen Graef: Gitarre (Lieder: 1–16), Tonmeister (Gitarre) (Lieder: 1–16)
- Reiner Hubert: Schlagzeug (Lied: 7–8, 13)
- David Jost: Komponist (Lieder: 1–16), Liedtexter (Lieder: 1–16)
- Madeline Juno: Akustik Gitarre (Lieder: 1–16), Gesang (Lieder: 1–16), Gitarre (Lied: 12), Komponist (Lieder: 1–16), Liedtexter (Lieder: 1–16), Tonmeister (Gesang und Gitarre) (Lieder: 1–16)
- Maurice Pascal Mustatea: Viola, Violine (Lied: 16)
- Boris Matchin: Cello (Lied: 7–9, 12)
- Peter Murray: Piano (Lied: 8)
- Kristian Nord: Schlagzeug (Lieder: 9, 14), Tonmeister (Schlagzeug) (Lieder: 9, 14)
- Stefan Pintev: Viola (Lieder: 7–9, 12, 16), Violine (Lieder: 7–9, 12, 16), Tonmeister (Streichinstrumente) (Lieder: 7–9, 16)
- Rodrigo Reichel: Viola (Lied: 7), Violine (Lied: 7)
- Mathias Riediger: Abmischungs-Assistent (Lieder: 1–16)
- Götz-Michael Rieth: Mastering (Lieder: 1–16)
- Dave Roth: Abmischung (Lieder: 1–16), Ausführender Produzent (Lieder: 1–16), Gitarre (Lieder: 2, 5–7, 10–13, 15), Hintergrundgesang (Lieder: 2, 5–6, 10–11, 13, 15), Keyboard (Lieder: 1–15), Komponist (Lieder: 5, 7, 13), Liedtexter (Lieder: 5, 7, 13), Musikproduzent (Lieder: 1–16), Perkussion (Lieder: 5–6, 13), Piano (Lieder: 1–7, 9–16), Programmierung (Lieder: 2–5, 7–15), Tonmeister (Gesang, Gitarre, Piano und Schlagzeug) (Lieder: 1–16)
- Klaus Sahm: Keyboard (Lieder: 1–16), Piano (Lieder: 1–16)
- Marc Schettler: Tonmeister (Schlagzeug) (Lieder: 7–8, 13)
- Paul Sieferle: Bass (Lieder: 1–16)

Artwork
- Angela Bolliger: Artwork (Cover)
- Madeline Juno: Illustration (Begleitheft)
- Nishe: Fotograf (Cover)
- Frank Steinhofer: Artwork (Cover)

Unternehmen
- Benzner Publishing Studios: Tonstudio
- The Bunker: Tonstudio
- Clouds Hill Recordings: Tonstudio
- David Jost Music Publishing: Verlag
- Eastside Mastering: Mastering
- Emma’s Park Music: Verlag
- Emma’s Park Studios: Tonstudio
- GAGA Studio: Tonstudio
- Island Records: Musiklabel
- Just 4 Strings Studio: Tonstudio
- Nordmeister Studio: Tonstudio
- Polydor: Musiklabel
- Universal Music Publishing: Vertrieb
- Sony ATV: Verlag
- Time Tools Studios: Tonstudio

## Rezeption

### Rezensionen
Das deutschsprachige Online-Magazin laut.de bewertete das Album mit 3/5 Sternen. David Maurer beschrieb das Album mit seinen 16 Liedern als „etwas zu lang“, zeigt aber auch Verständnis, dass Juno nach vier Jahren mehr als eine halbe Stunde füllen wolle. Die Lieder wiesen Ähnlichkeiten in Struktur, Stimmung und Thema auf. Dies schmälere nicht nur den „Wiedererkennungswert“ einzelner Stücke, sondern wecke auch den „Wunsch nach mehr Abwechslung und Mut“. Das Debütalbum habe durchaus Luft nach oben, doch Juno lasse das Potenzial für mehr aufzeigen.
Das deutschsprachige E-Zine Plattentests.de bewertete The Unknown mit 5/10 Punkten. Mark Read von der Online-Redaktion beschrieb das Album als gut aufgebaut und strukturiert. Ihre englische Aussprache sei fast schon vorbildlich. Ihre Stimme bediene gekonnt alle Facetten von zerbrechlich, über verzweifelt, bis hin zu kokett. Auch bei den Texten könne Juno punkten. Juno mache es einem wirklich schwer, sie oder ihre Musik nicht zu mögen. Doch sei ihr Debütalbum eine „leichte Enttäuschung“. Juno wolle zu viel hiermit. Es sei zu lang und letzten Endes auch etwas zu „eintönig“. Selten würden Stücke wie Do It Again oder If This Was a Movie die dicke Decke der Niedergeschlagenheit „aufschütteln“, die sich eine knappe Stunde lang über das Album lege. Für sich genommen seien Lieder wie Error, The Unknown oder Melancholy Heartbeat richtig gut. Auf Albumlänge fließe jedoch alles zu einer Masse zusammen. Immerhin hinterlasse diese einen nicht unangenehmen Nachgeschmack.

### Charts und Chartplatzierungen
The Unknown erreichte in Deutschland Rang 24 der Albumcharts und platzierte sich drei Wochen in den Top 100. In der Schweiz platzierte sich das Album eine Woche in den Charts und erreichte dabei Rang 45.
Bis zur Veröffentlichung von Besser kann ich es nicht erklären (Rang: 6) konnte sich in Deutschland kein Album von Juno besser platzieren.